# De absintdrinkster (Degas)
De absintdrinkster (Frans: L'Absinthe) is een impressionistisch schilderij van de Franse schilder Edgar Degas. Het werk is uit 1876 en hangt in het Musée d'Orsay in Parijs.

## Beschrijving en typering
Het schilderij toont een jonge vrouw achter een glas absint en een man in sjofele kledij, lurkend aan een pijp. De compositie is sterk asymmetrisch. Aanvankelijk heette het schilderij In een café, maar al gauw werd het Absint of De absintdrinkster genoemd. Het werk groeide uit tot een metafoor voor de donkere kant van het moderne bestaan. Het kan gezien worden als uitdrukking van de eenzaamheid en harde anonimiteit van het moderne stadsleven. De vrouw met het glas absint is Ellen Andrée en de man met de pijp is Marcellin Desboutin, een vriend van Degas. Geen van beiden waren drinkers.